# Joseph Sperges
Joseph Sperges (Innsbruck, 31 gennaio 1725 – Vienna Udine, 26 ottobre 1791) è stato un avvocato e diplomatico austriaco.
Apparteneva alla cerchia dei cosiddetti "Grandi di Vienna" ed è stato uno dei rappresentanti più importanti delle prime riforme giuseppine. Ha lavorato alla prima mappatura geografica esatta del Südtirol e a una riforma amministrativa per la Lombardia.

## Formazione e attività in Alto Adige
Nato da una ramificata famiglia di funzionari tirolesi, è figlio dell'archivista e consigliere governativo Anton Dionys Spergser. Suo padre era stato elevato al rango di nobile nel 1732 con il titolo "von Spergs", che cambiò poi in "von Sperges" per facilitare la pronuncia nel 1766, quando diventò capo del dipartimento italiano di Vienna.
Dopo il liceo, il giovane Joseph Spergs studiò Giurisprudenza all'Università di Innsbruck. Si cimentò con le iscrizioni antiche e la Storia e raccolse documenti sulla storia del Tirolo. Importanti influenze sulla sua visione del mondo e il senso dell'arte ebbero il teologo Martin Gabrielli e il pittore Johann Grasmayr. Dopo la laurea nel 1748 fece domanda per il servizio statale e fu scelto come primo segretario onorario del governatore di Trento. Nell'agosto 1750 fu nominato segretario di una commissione che doveva risolvere le dispute di confine tra il Tirolo e Veneto e stabilire i rispettivi confini attraverso dei negoziati a Rovereto. Durante la sospensione dei lavori della commissione nell'inverno 1750-1751, Spergs tornò a Innsbruck, dove fece un importante incontro. Anton Theodor Thaulow von Rosenthal, il primo archivista dell'Archivio di recente formazione a Vienna, era venuto in novembre a Innsbruck per sfogliare il Registro del tesoro locale in cerca di documenti di valore. Si avvalse dell'aiuto dell'archivista Anton Dionys Sperges e di suo figlio Joseph e rimase molto colpito dalla vasta conoscenza di quest'ultimo, al punto che gli fece accettare la nomina ad archivista aggiunto. Tuttavia, la commissione per i confini non volle rinunciare al suo segretario e fece sì che Joseph Spergs si insediasse solo dopo la fine dei negoziati. Fu solo nel 1756 che riuscì a completare il trattato di frontiera con Venezia. Nello stesso anno fu trasferito a Vienna per prendere il suo posto negli archivi imperiali.
A causa della sua grande conoscenza del territorio, gli era stata commissionata nel 1754 la redazione della prima mappa dell'Alto Adige, che venne completata solo nel 1762. Le misurazioni finali nello spazio tra Bolzano e Merano tuttavia furono attuate con il consiglio del professor Ignaz Weinhartsauer e il cartografo Peter Anich, che negli anni successivi produssero una mappa più accurata, l'Atlas Tyrolensis. Dal 1760 passò ad Anich il compito di completare la carta per via del suo richiamo a Vienna.

## Diplomazia, riforma dell'amministrazione e arte
Sperges lavorò al Ministero degli Esteri di Vienna come ufficiale di Stato e si occupò, al seguito del cancelliere Kaunitz, della gestione degli archivi e delle questioni di confine con l'Italia. Dopo la Guerra dei Sette Anni, nel 1763 fu nominato consigliere e nel 1766 fu promosso capo del dipartimento italiano della Cancelleria di Stato, succedendo a Don Luigi Giusti. In quel periodo Sperges progettò anche l'intero carteggio dello Stato in italiano e in parte in latino. Le tensioni crescenti con l'Italia richiesero una riforma fiscale in Lombardia, che fu sviluppata con il Ministro Plenipotenziario Karl Joseph von Firmian a Milano. Lì, un gruppo di giovani aristocratici radicali tra cui Pietro Verri chiedeva l'abolizione del diritto reale di superficie, con i quali Sperges mediò con successo. Dopo che nel 1769 l'imperatore Giuseppe II visitò la Lombardia e la Toscana, dove il fratello aveva appena abolito il diritto di superficie, decise che una riforma amministrativa avrebbe dovuto essere attuata anche a Milano. A questo scopo, chiamò Kaunitz, Firmian e Verri nel 1771 a Vienna. Poiché Sperges avrebbe dovuto presiedere l'assemblea, per evitare qualsiasi problema di rango, Kaunitz lo nominò Barone con tutti i suoi fiduciari.
La conferenza sulla riforma amministrativa ebbe successo. Venne raggiunto un compromesso che, anche se non soddisfaceva del tutto i giovani riformatori, nel periodo successivo si dimostrò efficace. Il contatto personale tra Sperges e Firmian, più vicino a lui rispetto a Verri, favorì un rapporto di rispetto reciproco che li fece lavorare insieme senza soluzione di continuità negli anni a seguire.
Oltre alla discussione della riforma amministrativa Sperges aveva monitorato contemporaneamente i preparativi per il matrimonio di Ferdinando con Maria Beatrice di Modena. L'imperatrice Maria Teresa ringraziò Joseph Barone von Sperges dei suoi fedeli servigi con la Croce di Cavaliere dell'Ordine di Santo Stefano.
Negli anni successivi lo spesso chiamato "triumvirato" Kaunitz-Sperges-Firmian lavorò armoniosamente in Lombardia attraverso a una gestione non centralizzata e burocratica, ma con la promozione della cultura regionale. Questo periodo è stato definito "età dell'oro" dalla letteratura italiana dell'epoca.
Quando le scuole d'arte di Vienna vennero unificate nella "Unita Accademia di Belle Arti" (Vereinigten Akademie der bildenden Künste), Sperges vi assunse il ruolo di rappresentante del cancelliere e divenne consigliere dell'Imperatrice in materia d'arte.
Dopo la morte di Maria Teresa, Giuseppe II fece del dipartimento italiano uno strumento meramente esecutivo e si riservò tutte le decisioni. Dopo la riforma amministrativa nel 1786 Sperges perse gran parte della sua indipendenza e si occupò  dell'esecuzione degli ordini dell'imperatore austriaco come meglio poteva, adattando le istruzioni alla situazione della Lombardia. Solo nella gestione del personale gli era rimasta un po' di indipendenza. In compenso presso l'Accademia di Belle Arti di Vienna venne eletto presidente su richiesta del Cancelliere nel 1783. Insieme a Kaunitz poté garantire la loro indipendenza e promuovere generosamente l'Accademia.
Come amico dell'apprendimento e delle arti, ha fondato una borsa di studio per gli aristocratici del Tirolo. Tra le altre opere ha pubblicato nel 1765 la "storia mineraria tirolese, con documenti" (Tirolische Bergwerksgeschichte, mit Urkunden). Progettò anche numerose monete commemorative e incisioni.
Fu membro della Massoneria viennese.